# Hermann Stöhr
Hermann Stöhr (4. ledna 1898, Štětín, Prusko – 21. června 1940, Berlín, Věznice Plötzensee) byl německý pacifista a odpůrce nacionálního socialismu.

## Život
Stöhrův pacifistický postoj byl výsledkem jeho zkušeností z bojišť první světové války, které se účastnil jako dobrovolník. Po skončení války studoval ekonomii, veřejné právo a sociální politiku. V roce 1922 získal doktorát z politických věd na univerzitě v Rostocku. Poté se přestěhoval do Berlína a pracoval v různých evangelických mírových a společenských organizacích v okruhu pastora Friedricha Siegmunda-Schultze. Staral se např. o nezaměstnané mladé lidi, kteří žili v okolí Schlesischer Bahnhof, dnešního Ostbahnhof.
V této době bylo vydáno několik článků a knih, ve kterých se zabýval otázkami sociální politiky a ekumenismu. V roce 1931 přišel o místo asistenta v Innere Mission kvůli tomu, že prosazoval usmíření s Polskem. Nezaměstnaný se vrátil do rodného Štětína, kde v roce 1936 založil Ekumenické nakladatelství Štětín.

## Odpor proti režimu a rozsudek smrti
Brzy následovaly Stöhrovy protesty proti nacionálně socialistickému režimu. Již v roce 1933 se veřejně postavil proti výzvě k bojkotu židovských obchodů a označování kostelů vlajkami s hákovým křížem. Později vstoupil do Vyznávající církve.
Když byl na jaře 1939 povolán k námořnictvu v Kielu, z důvodu svědomí odmítl vojenskou službu a s ní spojenou přísahu. Neuposlechl povolávacích rozkazů z 2. března ani 22. srpna 1939. Následně byl 31. srpna zatčen a za dezerci odsouzen k jednomu roku vězení.
Dne 16. března 1940 byl kvůli odmítnutí složit přísahu říšským válečným soudem odsouzen k smrti. Verdikt byl vykonán 21. června 1940, Stöhr byl popraven stětím ve věznici Berlín-Plötzensee.
O čtyři dny později byl pohřben na hřbitově protestantského kostela sv. Jana v Berlíně-Weddingu. Gestapo během pohřbu zabránilo tomu, aby kněz přednesl kázání, mohl se jen pomodlit Otčenáš. Stöhrův hrob byl v roce 1978 srovnán se zemí kvůli plánované dálnici; nebyla však postavena.

## Rehabilitace
Rozsudkem smrti nad Stöhrem se justice začala znovu zabývat v 90. letech. V prosinci 1997 byl berlínským krajským soudem zrušen jako jeden z prvních rozsudků, které byly vyneseny v případech odpíračů vojenské služby z doby nacionálního socialismu.
Jen o několik týdnů později, u příležitosti 100. výročí narození Hermanna Stöhra, po něm bylo pojmenováno náměstí severně od berlínského Ostbahnhof, nedaleko jeho bývalého bytu na Fruchtstrasse. Byla zde také umístěna pamětní deska, která připomíná Stöhrův osud.